# ژیرووا
ژیرووا (به لاتین: Gírová) یک کوه در جمهوری چک است که در بوکووتس (ناحیه فریدک-میستک) واقع شده‌است. ژیرووا ۸۴۰ متر بالاتر از سطح دریا واقع شده‌است.